# Chiang Chih-Hsien
Chiang Chih-Hsien (21 de Fevereiro de 1988) é um beisebolista de Taiwan e competiu nos Jogos Olímpicos de Verão de 2008.